# Provinciehuis (Antwerpen)

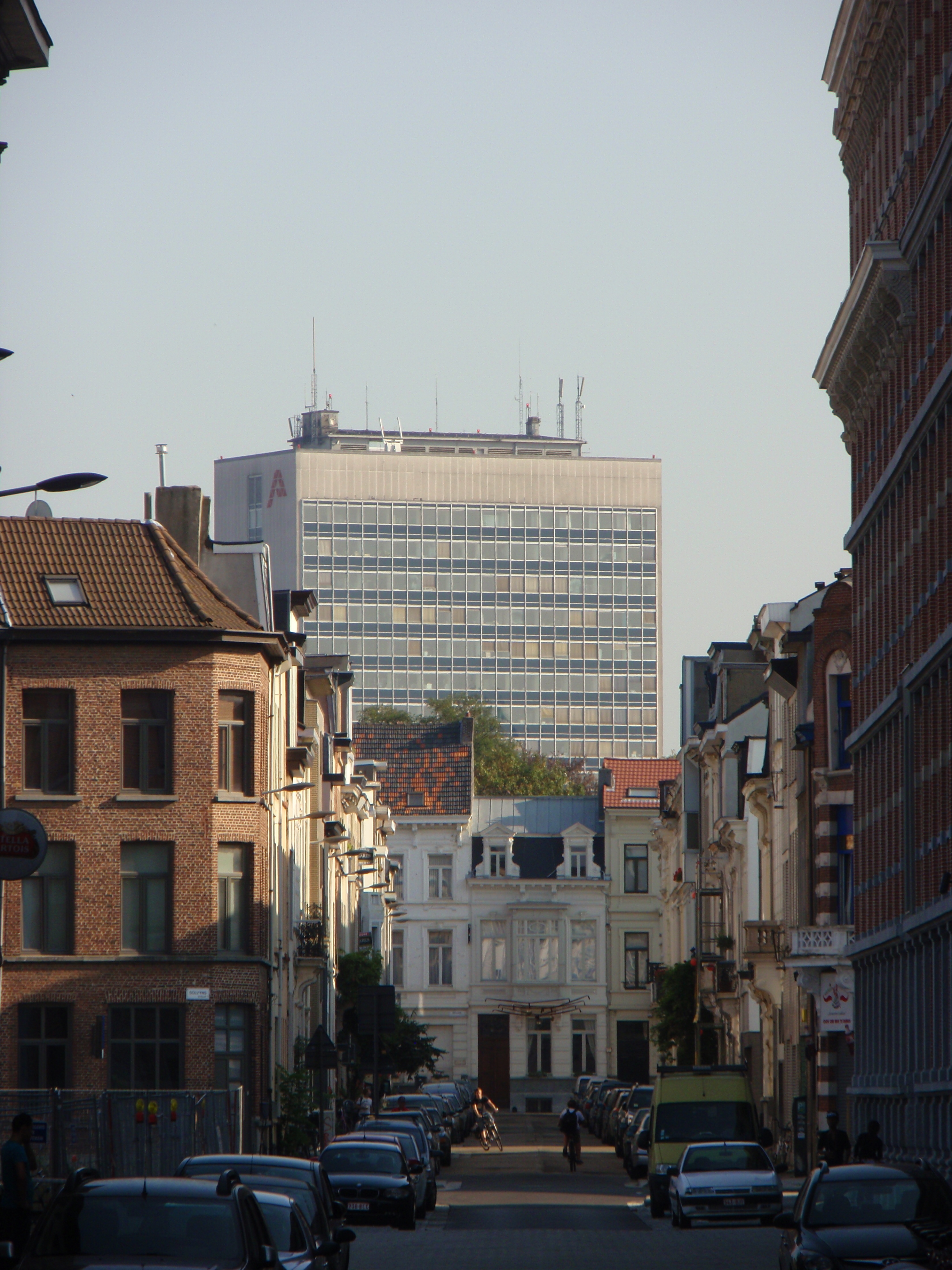
Provinciehuis aan de Koningin Elisabethlei (2011)

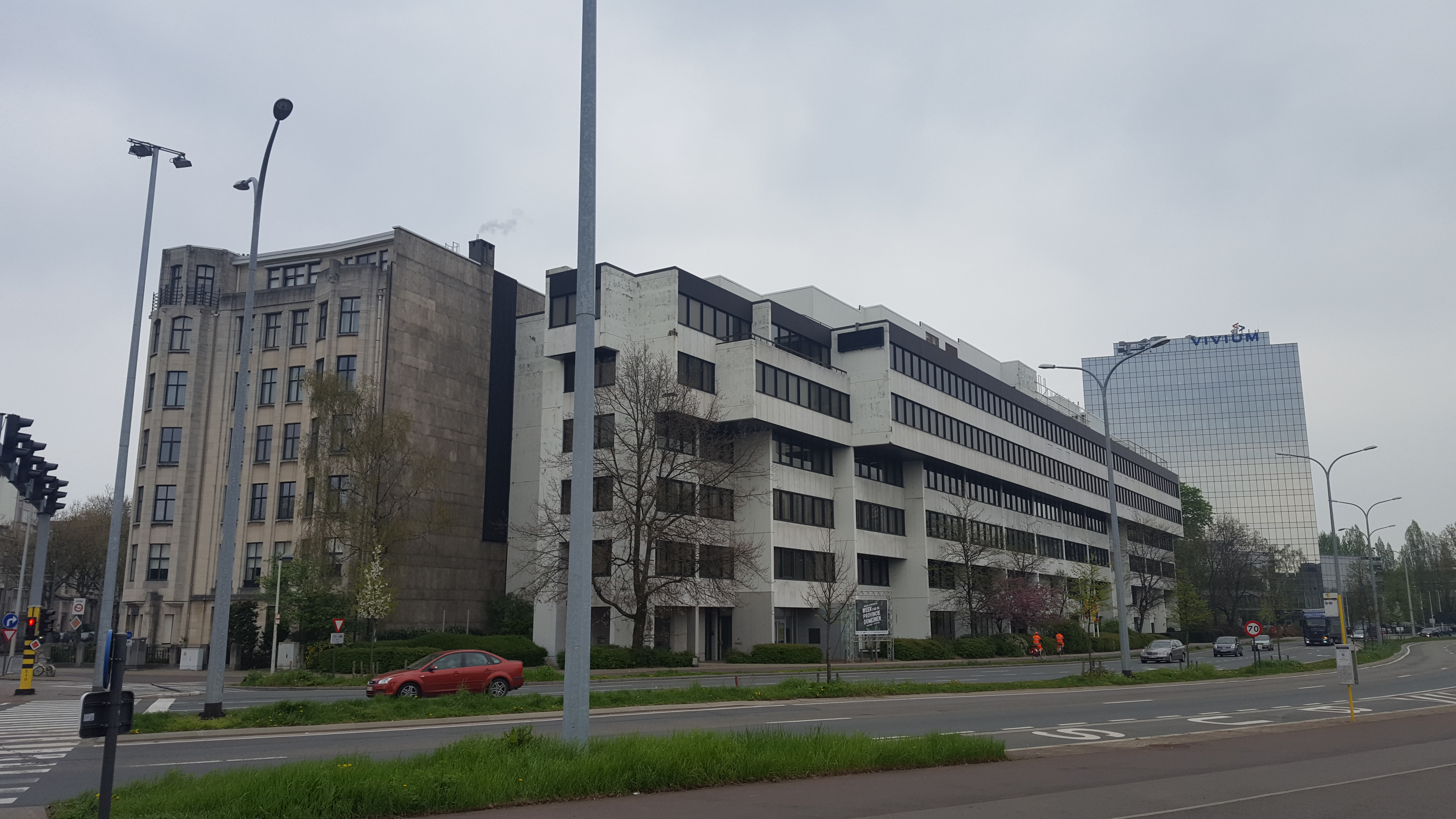
Provinciehuis aan de Singel (2017)

Het Provinciehuis van Antwerpen bevindt zich in de Belgische provinciehoofdstad Antwerpen. In het provinciehuis zetelen het bestuur en de medewerkers van de provincie Antwerpen.

## Geschiedenis
Het eerste provinciehuis van de provincie Antwerpen was het voormalige Bisschoppelijk Paleis gelegen aan de Schoenmarkt in Antwerpen. In 1794 werd het bisdom Antwerpen opgeheven en het Bisschoppelijk Paleis werd gebruikt als zetel van het Franse Bestuur, gevolgd nadien door het provinciebestuur van Antwerpen. Dit gebouw werd te klein en er werden plannen gemaakt voor een nieuw gebouw buiten het centrum.
In 1961-1962 maakten de architecten Maurice De Vocht en René Grosemans de eerste schetsontwerpen en in 1966 werd de eerste steen gelegd. In 1969 was de ruwbouw klaar en in de tweede helft van 1970 werd het gebouw in gebruik genomen. Het gebouw was een kantoortoren van 70 meter hoog en lag aan de Koningin Elisabethlei.
In 2005 bleek het gebouw verouderd en werd er betonrot aangetroffen en besloot men tot nieuwbouw. In 2013-2014 werd het oude gebouw gesloopt. De provincieraad vergadert dan in het Bernarduscentrum, de gouverneur en gedeputeerden met hun medewerkers zetelen in het Parkhuis aan de Koningin Elisabethlei, terwijl de administratie gehuisvest is in het Provinciehuis aan de Singel (PaS) aan de Desguinlei (tegenover kunstencentrum deSingel).
De beslissing tot een nieuwbouw werd vlak voor de Vlaamse en Federale verkiezingen van mei 2014 genomen. Na deze verkiezingen werden de bevoegdheden van de Provincie aanzienlijk beperkt. In september 2015 werd de eerste steen gelegd en eind 2018 werd het nieuwe provinciehuis aan de Koningin Elisabethlei in gebruik genomen, terwijl het nog verder werd afgewerkt.

## Gebouw van 2018
Het provinciehuis ligt aan de Koningin Elisabethlei met aan de overzijde het Koning Albertpark. Het gebouw is 57 meter hoog en heeft een gevel met kenmerkende torsie. Het gebouw telt 683 driehoekige ramen. Het ontwerp werd gemaakt door Xaveer De Geyter.
Het gebouw wordt verwarmd en gekoeld zonder gebruik van fossiele brandstoffen, met een installatie voor Koude-warmteopslag (KWO). De gevel is maar voor 40% beglaasd, om opwarming door zonnewarmte te verhinderen. Toch is er veel lichtinval tot diep op de werkvloer, door de driehoekige ramen op hun punt te plaatsen.
Onderaan in het gebouw bevindt zich een congrescentrum. Rond het provinciehuis werd een publieke tuin aangelegd, met paden voor wandelaars en fietsers.

## Kunst in en rond het provinciehuis
In en rond het Antwerpse provinciehuis zijn er kunstwerken te zien. Een representatieve selectie uit de Collectie provincie Antwerpen wordt getoond in het publieke deel van het gebouw. In de tuin staan een stalen fonteinsculptuur van Pol Bury en een bronzen sculptuur van Bert De Leeuw.
Antwerpen · Henegouwen · Limburg · Luik · Luxemburg · Namen · Oost-Vlaanderen · Vlaams-Brabant · Waals-Brabant · West-Vlaanderen